# Camisano Vicentino
Camisano Vicentino é uma comuna italiana da região do Vêneto, província de Vicenza, com cerca de 8.466 habitantes. Estende-se por uma área de 30 km², tendo uma densidade populacional de 282 hab/km². Faz fronteira com Campodoro (PD), Gazzo (PD), Grisignano di Zocco, Grumolo delle Abbadesse, Piazzola sul Brenta (PD).

## Demografia
| Variação demográfica do município entre 1861 e 2011                               |
|                                                                                   |
| Fonte: Istituto Nazionale di Statistica (ISTAT) - Elaboração gráfica da Wikipedia |